# Kleinmühlen
Kleinmühlen ist ein Wohnplatz der Gemeinde Wörnitz im Landkreis Ansbach (Mittelfranken, Bayern). Kleinmühlen liegt in der Gemarkung Erzberg.

## Geographie
Der Weiler liegt nördlich des Waldhausener Mühlbaches, der ein rechter Zufluss der Wörnitz ist. Mit dem Weiler Großmühlen, das südlich des Waldhausener Mühlbaches liegt, bildet es den Gemeindeteil Mühlen. Die Kreisstraße AN 5 führt an Großmühlen vorbei nach Bottenweiler (1,2 km südlich) bzw. nach Bösennördlingen (2,1 km nördlich). Eine Gemeindeverbindungsstraße führt nach Erzberg (1,6 km nordwestlich).

## Geschichte
Mit dem Gemeindeedikt (frühes 19. Jahrhundert) wurde Kleinmühlen dem Steuerdistrikt und der Ruralgemeinde Erzberg zugeordnet. Am 1. November 1971 wurde der Ort im Zuge der Gebietsreform in Bayern nach Wörnitz eingegliedert.

### Baudenkmal
- Haus Nr. 20 (Kleinmühlen): Zugehörig Fachwerkhofhaus, um 1700[4]

### Einwohnerentwicklung
| Jahr      | 001818 | 001840 | 001861 | 001871 | 001885 | 001900 | 001925 | 001950 | 001961 | 001970 |
| Einwohner | 24     | 35     | 28     | 34     | 36     | 26     | 30     | 26     | 24     | 23     |
| Häuser    | 6      | 7      |        |        | 7      | 7      | 6      | 4      | 4      |        |
| Quelle    | [ 6 ]  | [ 7 ]  | [ 8 ]  | [ 9 ]  | [ 10 ] | [ 11 ] | [ 12 ] | [ 13 ] | [ 14 ] | [ 15 ] |

## Religion
Der Ort ist seit der Reformation evangelisch-lutherisch geprägt und bis heute nach St. Gallus (Erzberg) gepfarrt. Die Einwohner römisch-katholischer Konfession sind nach Kreuzerhöhung (Schillingsfürst) gepfarrt.

## Weblink
- Kleinmühlen im Geschichtlichen Ortsverzeichnis des Vereins für Computergenealogie, abgerufen am 29. April 2025.